# Transtorno de transe e de possessão

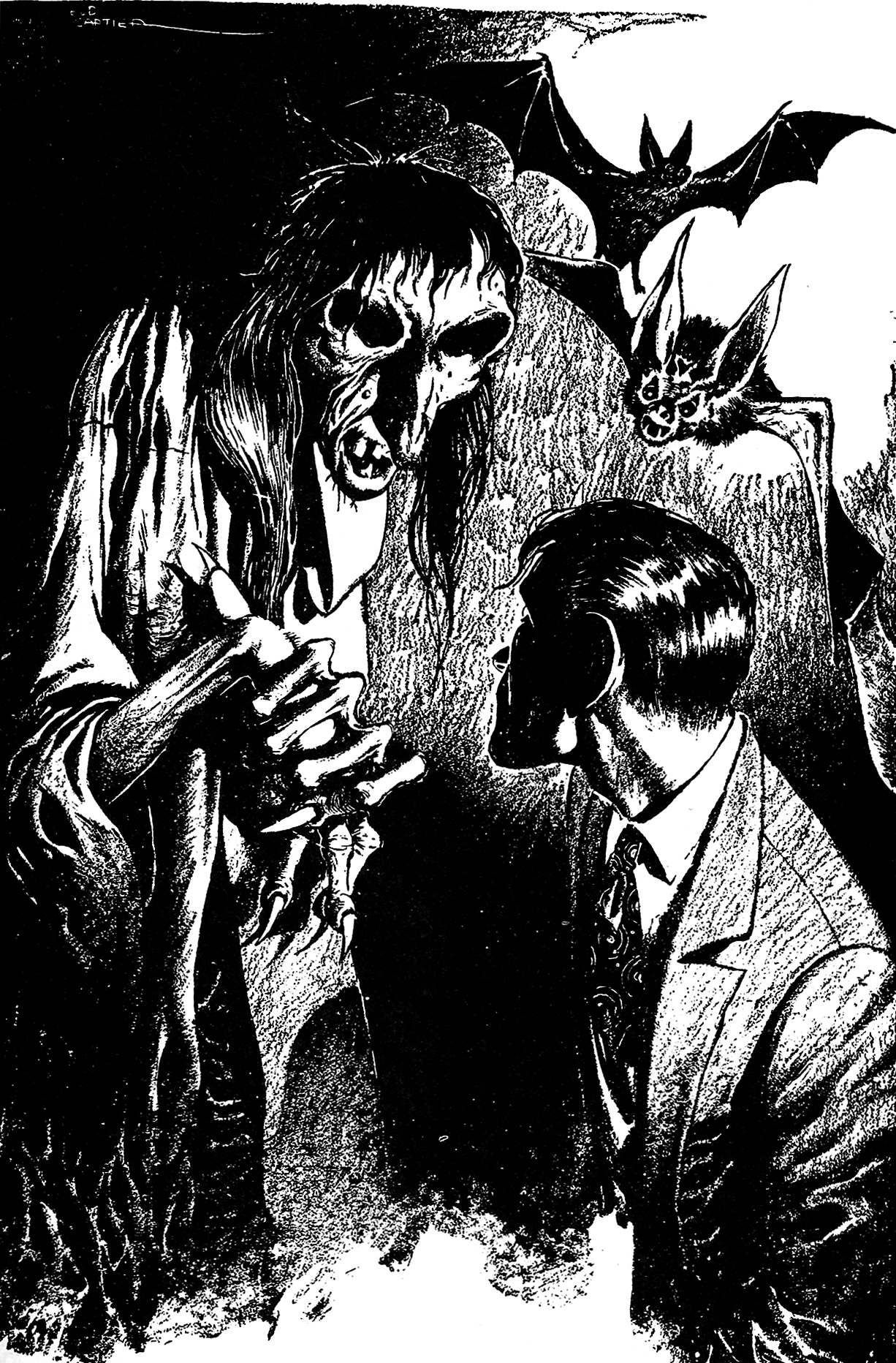
Diversos problemas neurológicos causam perda de identidade, memórias, alucinações, delírios e fala incompreensível.

Transtorno de transe e possessão(CID-10) ou Transtorno de Transe Dissociativo(DSM-IV) é um transtorno dissociativo caracterizado por uma perda transitória da consciência de sua própria identidade, associada a uma conservação perfeita da consciência do meio ambiente. Apenas estados de transe involuntários e não desejados são considerados transtorno, não deve ser classificado como doença quando ocorre apenas em situações adequadas ao contexto cultural ou religioso do sujeito.

## Causas
Transtornos dissociativos geralmente ocorrem em relação temporal estreita com eventos traumáticos, problemas insolúveis e insuportáveis, ou relações interpessoais difíceis. Ocorre uma cisão (divisão) do ego(identidade pessoal) e uma nova personalidade com lembranças, consciência, identidade, percepção e controle dos movimentos corporais peculiares é formada. Esse fenômeno é conhecido como transtorno de despersonificação ou como transtornos egodistônicos.
Podem ser causadas por sugestão, sendo relacionado a sugestionabilidade do indivíduo, como uma hipnose ou, em casos mais graves, uma lavagem cerebral. O impacto e eficiência da sugestão é proporcional ao quanto a ideia sugerida atende às necessidades emocionais do individuo e de sua cultura.  Ou seja, quanto mais emocionalmente e psicologicamente abalado, com vida social e familiar insatisfatória, ansioso por aprovação social, impulsivo e emotivos mais sugestionável.
Também podem ser causados por excesso e falta de neurotransmissores de forma similar a esquizofrenias e delírios. Especialmente desregulação nas vias de dopamina, serotonina e catecolamina atuando em áreas relacionadas ao autocontrole, percepção, raciocínio e cinestesia.

## Sinais e sintomas

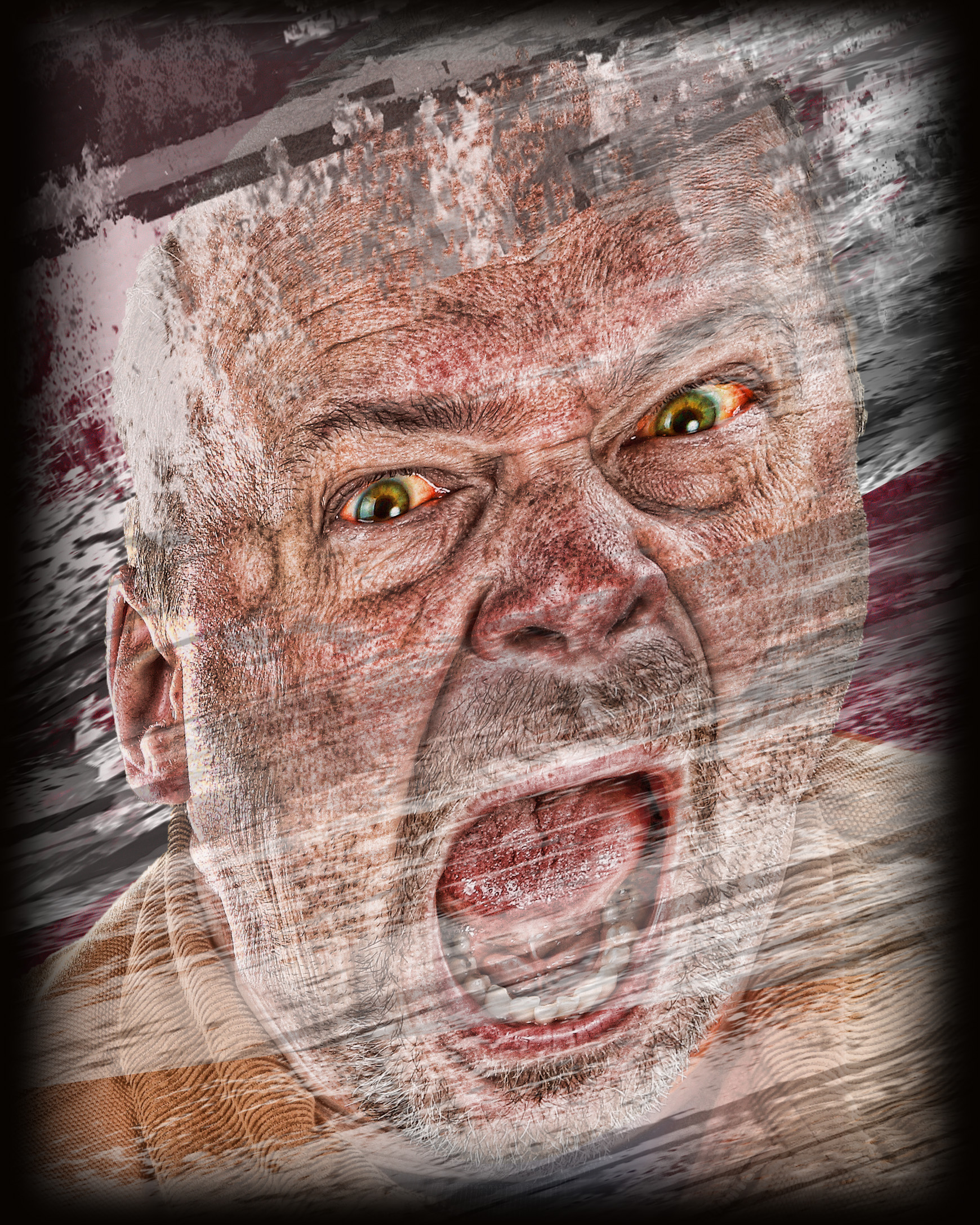
Os sinais e sintomas são muito similar a um transtorno de "múltiplas personalidades", mas possuem forte questão espiritual, cultural e social envolvidas.

No transtorno de Transe Dissociativo assim como no transtorno dissociativo de identidade (vulgarmente conhecido como múltiplas personalidades) as principais características são a perda parcial ou completa das funções normais de integração das lembranças, da consciência, da identidade e das sensações imediatas, e do controle dos movimentos corporais. Assim, a "possessão" é como uma nova personalidade criada pela própria pessoa com suas peculiaridades, tom de voz, gostos, controle de movimentos, identidade e lembranças distintos.

## Diagnóstico

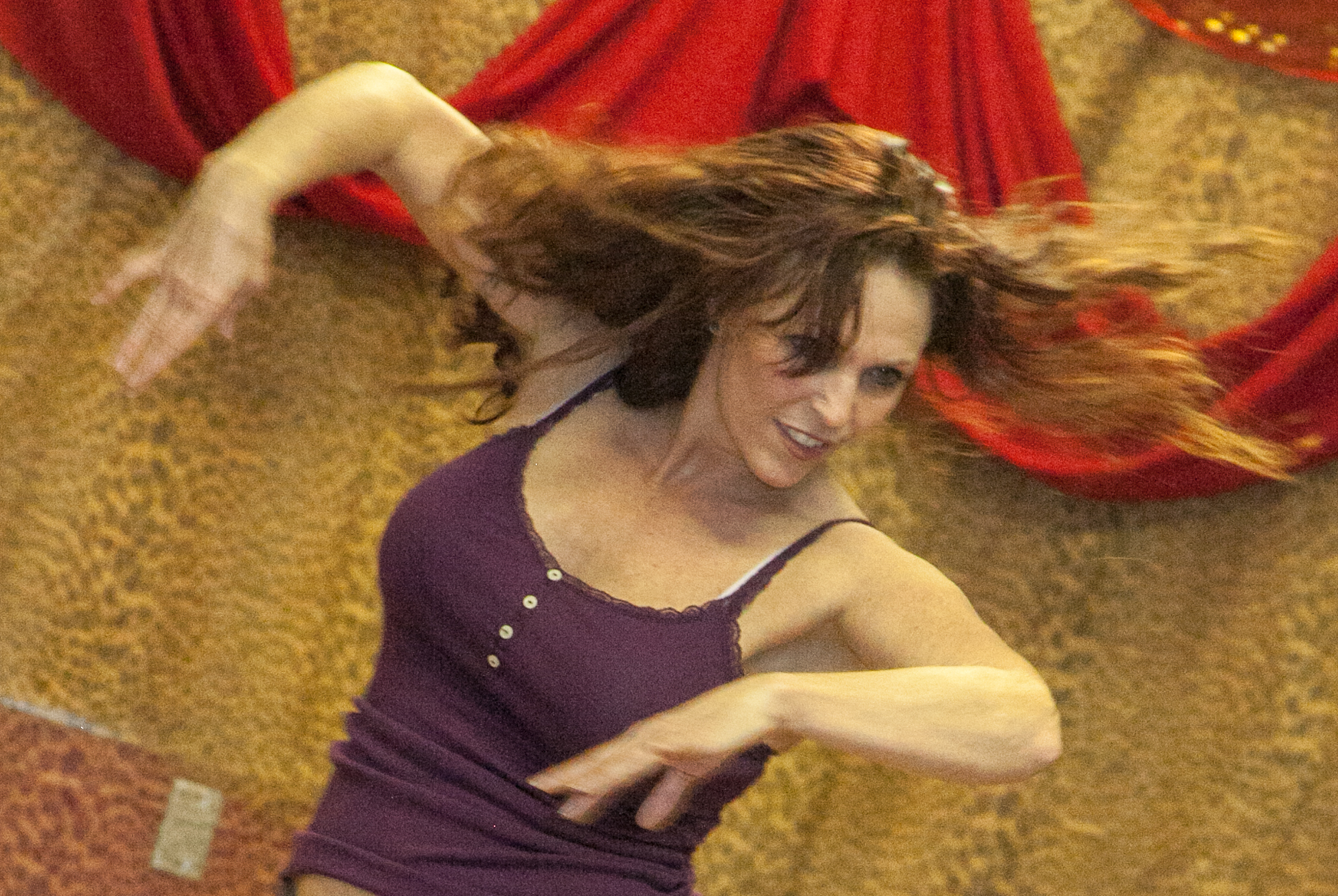
Basicamente a diferença entre possessão saudável e transtorno que requer tratamento é o quanto de prejuízo ele causa.

Sinais que é apenas uma experiência cultural:
- Ausência de sofrimento psicológico;
- Ausência de prejuízos significativos sociais, escolar ou no trabalho;
- A experiência tem duração curta e ocorre episodicamente;
- Atitude crítica sobre a realidade objetiva da experiência;
- Compatibilidade da experiência com o grupo cultural ou religioso do indivíduo;
- Não associado com outros transtornos psicológicos;
- A experiência gera crescimento pessoal;
- A experiência é controlada;
- É uma experiência social.

Sinais que é um transtorno psicótico ou dissociativo com conteúdo religioso:
- Causa sofrimento;
- Causa prejuízo social, escolar ou no trabalho;
- Associado a outros sintomas psiquiátricos;
- Incongruente com a religião e cultura do indivíduo;
- Involuntário;
- Desestruturante;
- Indesejado;
- Persistente;

## Diagnóstico diferencial

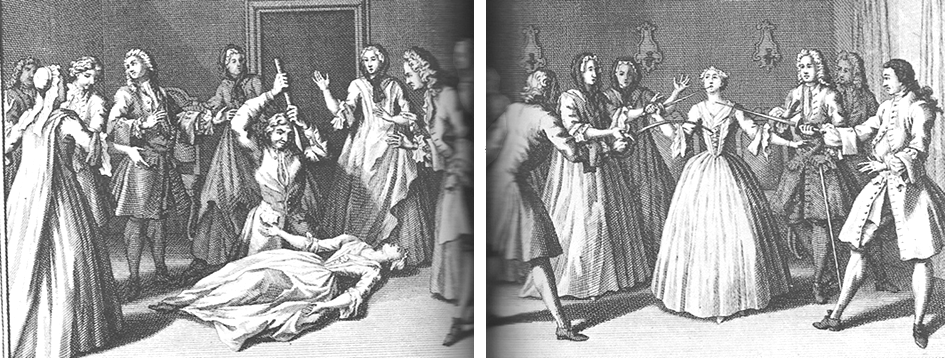
Até hoje convulsões, psicoses e transtornos dissociativos são confundidos com possessão demoníaca e as vítimas sofrem com preconceito, tortura ou assassinadas por ignorância dos observadores.

O transtorno de transe e possessão pode ser confundido com:
- Esquizofrenia (F20.X): Episódios recorrentes de perda de contato com os estímulos ambientais e sociais e percepções distorcidas;
- Intoxicação por substância psicoativa (F10-F19.X): Causado exclusivamente por drogas ou toxinas;
- Síndrome pós-traumática (F07.2): Mudança de personalidade desencadeada por evento traumático;
- Transtorno de personalidade esquizóide (F60.1): Preferência pela fantasia, isolamento e inabilidade de expressar emoções;
- Transtorno de personalidade histriônica (F60.4): Personalidade altamente sugestionável, emotiva e teatral;
- Transtorno de personalidade limítrofe (F60.3) : Personalidade emocionalmente instável, impulsiva, auto-destrutiva e exagerada;
- Transtorno de personalidade antissocial (F60.2): Personalidade confrontativa, agressiva e egoísta;
- Transtornos psicóticos agudos e transitórios (F23): Episódios breves com alucinações e delírios;
- Síndrome de Tourette (F95.2): Movimentos e fala descontrolada;
- Episódio maníaco (F30): Pensamentos, fala, sensações e impulsividade exagerados por um período de tempo;
- Epilepsia: convulsões ocasionais;
- Transtorno factício (F68.1): Produção deliberada ou simulação de sintomas ou de incapacidades, físicas ou psicológicas para obter benefícios.

### Comorbidades
Os transtornos psiquiátricos mais comuns associados com dissociação são:
- Depressão;
- Síndrome pós-traumática;
- Transtornos de ansiedade;
- Abuso de substâncias;
- Esquizofrenia;
- Transtorno somatoforme.

## Epidemiologia
Historicamente o "delírio espírita episódico" era uma doença freqüente e responsável por 5% a 10% das internações psiquiátricas. Atualmente episódios de transtorno dissociativo (divisão da própria cognição e identidade) foram identificados em 11% dos adultos durante sua vida e com prevalência de 6%/ano.
Geralmente ocorrem com pessoas que sofreram abusos físicos ou psicológicos e negligência, especialmente quando na infância, mas pode ter também tendência genética e congênita.

## Tratamento

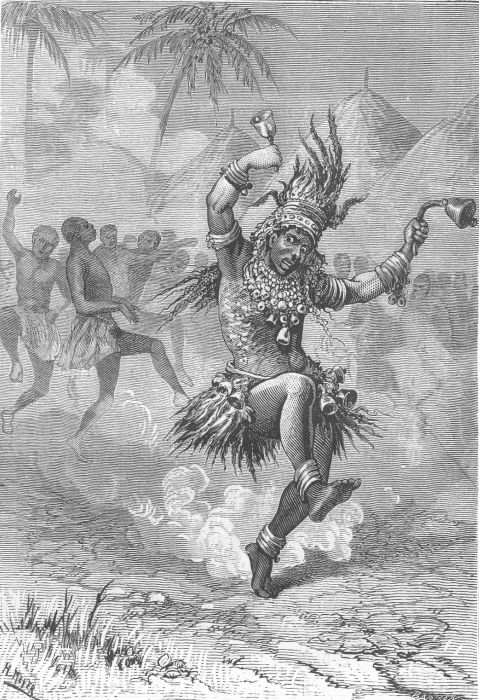
Estar fazendo tratamentos espirituais não impede tratamentos psicológico e psiquiátrico de serem feitos simultaneamente.

O critério recomendado por médicos e psicólogos para diferenciar possessões que precisam ou não de tratamento é o quanto de sofrimento, perigo e prejuízo eles causam: Quanto mais prejudiciais e frequentes forem os episódios mais urgente a necessidade de tratamento.
Dentre os pacientes tratados 67% conseguem fazer uma reintegração social e cognitiva saudável e estável em uma média de 21.6 meses. A maioria dos que continuam instáveis e desintegrados demonstram melhora significativa. A recomendação médica é de 3 sessões de 1h por semana iniciais de psicoterapia dinâmica e pelo menos uma sessão por semana após o indivíduo alcançar maior estabilidade durante 2 anos. Pode durar mais caso o paciente não esteja produtivo e saudável ao final de 2 anos.
Assim como qualquer psicoterapia, a primeira parte envolve estabelecer um ambiente tranquilo e seguro para expressar segredos e intimidades e um relacionamento de confiança e não-punitivo entre o terapeuta e o paciente. Assim que a relação terapêutica é estabelecida, o terapeuta estimula a auto-reflexão dos pensamentos, emoções e sensações do paciente dentro e fora do contexto terapêutico com muitas perguntas e integrando as análises e reflexões. As múltiplas causas dos sintomas apresentados são analisados em relação ao contexto do indivíduo. Transtornos psicológicos como depressão e delírios podem ser medicados por um psiquiatra. Do início ao fim o  terapeuta estimula e reforça comportamentos saudáveis e reflexões sobre o que causa e mantem comportamentos não saudáveis de acordo com cada caso.